# Ektara (Lauteninstrument)

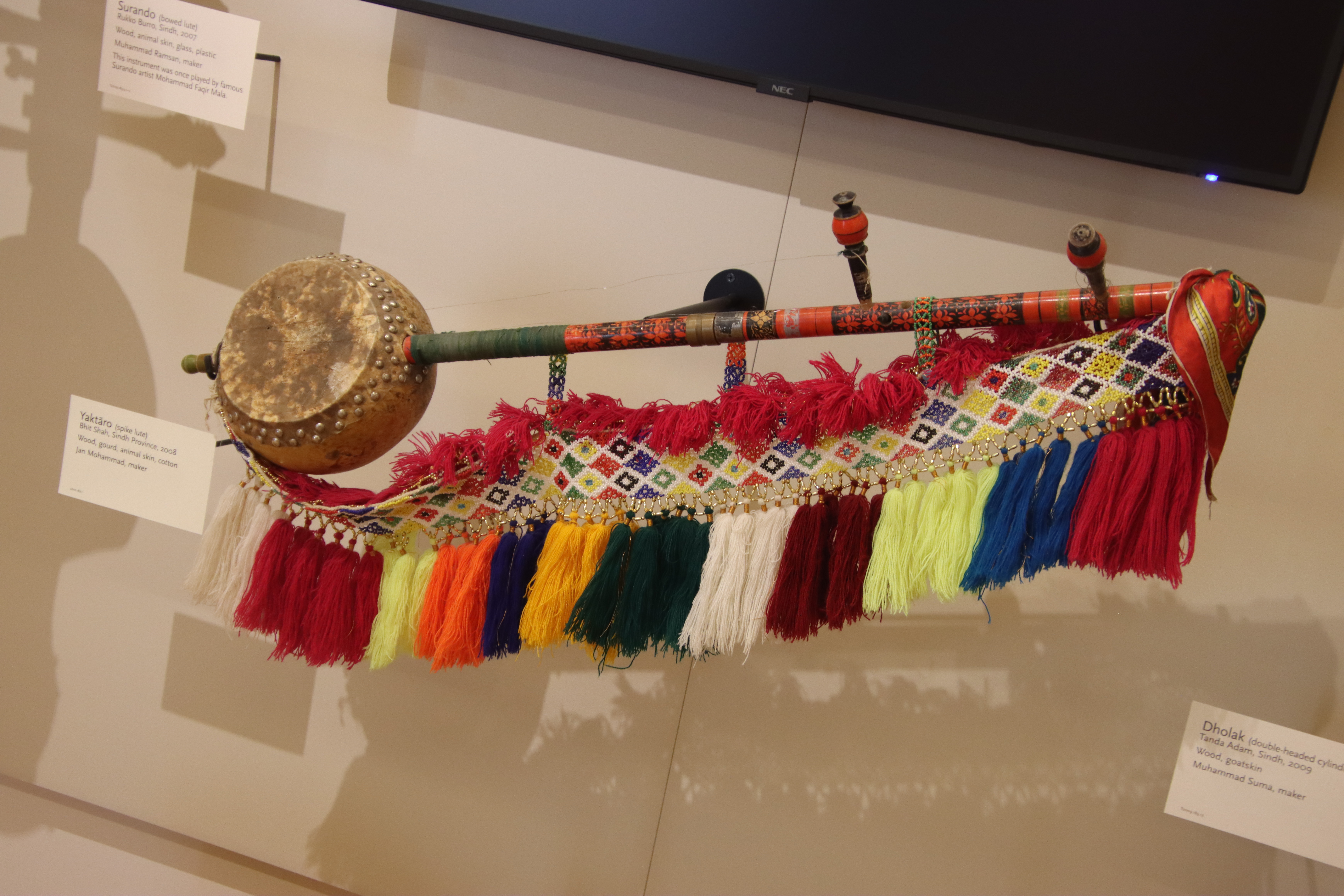
Zweisaitige yaktaro aus der pakistanischen Provinz Sindh

Ektara (persisch, Hindi ek târ, „eine Saite“, Panjabi ਇਕ ਤਾਰਾ), auch ektar, ekanada, ist eine ein- oder zweisaitige Schalenspießlaute in der nordindischen Volksmusik und mit dem Namen yaktaro in der pakistanischen Provinz Sindh. Auf dem griffbrettlosen Saiteninstrument spielt der Sänger den Rhythmus oder einen Bordunton zur eigenen Begleitung der meist religiösen Lieder.

## Herkunft und Verbreitung

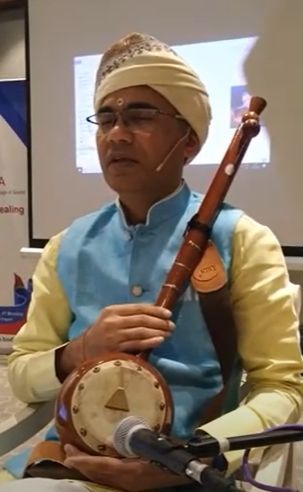
Religiöser Gesang (kirtan) zur Gottesverehrung (bhakti) mit einer ektara als Bordunbegleitung

Die ältesten indischen Saiteninstrumente, in den Veden zusammenfassend als vina bezeichnet, waren Musikbögen, aus denen sich Bogenharfen entwickelten, wie sie bis zum 7. Jahrhundert an Steinreliefs an Kultstätten abgebildet wurden. Nach dieser Zeit verschwanden die Bogenharfen aus Indien, ihre Form blieb nur in der burmesischen saung gauk erhalten. Seit dem 6. Jahrhundert sind einsaitige Stabzithern mit einem geraden Holz- oder Bambusstab als Saitenträger bekannt. In der von Sarngadeva im 13. Jahrhundert verfassten Musiktheorie Sangita Ratnakara werden drei Arten von Stabzithern unterschieden: Die ektantri vina besaß eine Kalebasse als Resonator und war bundlos, ihre Saite wurde durch einen gleitend bewegtes Holzstück verkürzt. Eine Abbildung findet sich in der 1374/75 in Gujarat auf Urdu verfassten anonymen Schrift Ġunyat al-munya über indische Musik. Entfernte Nachfahren von ihr mit dieser gleitenden Spielweise sind die nordindische Stabzither vichitra vina und die in Südindien gespielte Langhalslaute gottuvadyam. Die Stabzither kinnari vina hatte Bünde und zwei Kalebassen und die alapini vina nit einer anders als bei den beiden anderen Stabzithern vor der Brust platzierten Kalebasse besaß Bünde oder keine. Die Bauform als Stabzither ist heute noch unter anderem mit der Rudra vina und der jantar erhalten, dagegen haben sich die Saraswati vina und das Borduninstrument tanpura zu Langhalslauten mit einem am Korpus angesetzten Hals entwickelt. Bei den mittelalterlichen Namen nakuli (mit zwei Saiten) und tritantri (mit drei Saiten) ist nicht immer klar, ob eine Stabzither oder ein Lauteninstrument gemaint war.
Die dritte Möglichkeit, Saitenträger und Resonanzkörper miteinander zu verbinden, stellen die Spießlauten dar, die bereits auf altägyptischen Wandbildern dargestellt sind. Diese im Vergleich zur Halslaute einfachere Bauform ist bei Volksmusikinstrumenten weit verbreitet; in Westafrika entspricht zum Beispiel die ngoni diesem Typ. In Indien gehören bundlose Langhals-Spießlauten durchwegs zu den Begleitinstrumenten für religiöse oder unterhaltende Lieder, indem sie zugleich für einen Bordunton und den Rhythmus sorgen.
Der nordindischen ektara und ihrem südindischen Gegenstück ekanada ähnliche Spießlauten sind in Indien unter verschiedenen regionalen Namen bekannt. In der Bhangramusik des Punjab wird die tumbi gespielt. Im Nepal heißt ekar eine einsaitige Laute mit einem langen Hals und einem Resonanzkörper aus Kürbis oder einer Kokosschale. Hierzu gehören auch die ein- oder zweisaitige yaktaro in der pakistanischen Region Sindh und die einsaitige ramsagar aus Gujarat. Bei der tuila von Orissa steckt der Saitenträger nicht im Resonanzkörper, die tuila ist ein Musikstab mit angebundener Kalebasse und entspricht in ihrer Form den mittelalterlichen Abbildungen der ekatantri. Spießlauten, die nicht gezupft, sondern mit einem Bogen gestrichen werden, sind ebenso weit verbreitet: in Gujarat und Rajasthan die ravanahattha mit zwei Melodie- und bis zu einem Dutzend oder mehr Resonanzsaiten, in Odisha die dreisaitige banam, in Madhya Pradesh die dreisaitige bana, die einsaitige urni im nepalesischen Terai und in Darjeeling sowie die einsaitige pena in Manipur.
Dieselbe Funktion in der Volksmusik haben mehrere Langhalslauten, einfachere Ausführungen der tanpura: Dem Namen nach zwei Saiten besitzt die in Assam und Bengalen gespielte, ein Meter lange dotara (vgl. die iranische Laute dotar). Das beliebteste Zupfinstrument von Assam ist die noch etwas längere viersaitige tokari.
Zu den Saiteninstrumenten, die vorwiegend rhythmisch eingesetzt werden und kaum klare Tonhöhen produzieren, zählt die tun tune (auch tun-tina) aus Zentralindien und Maharashtra. Die Saite spannt sich bei ihr vom Rand eines etwa 25 Zentimeter langen Holzzylinders, der an der Unterseite mit einer Membran überzogen ist, bis zum Ende eines seitlich befestigten, 70 Zentimeter langen Bambusstabes. Die tun tune ist eine Zwischenstufe zu den Zupftrommeln, die in Indien ebenfalls ektara genannt werden, aber auf einer anderen Art der Schallerzeugung basieren.

## Bauform und Spielweise

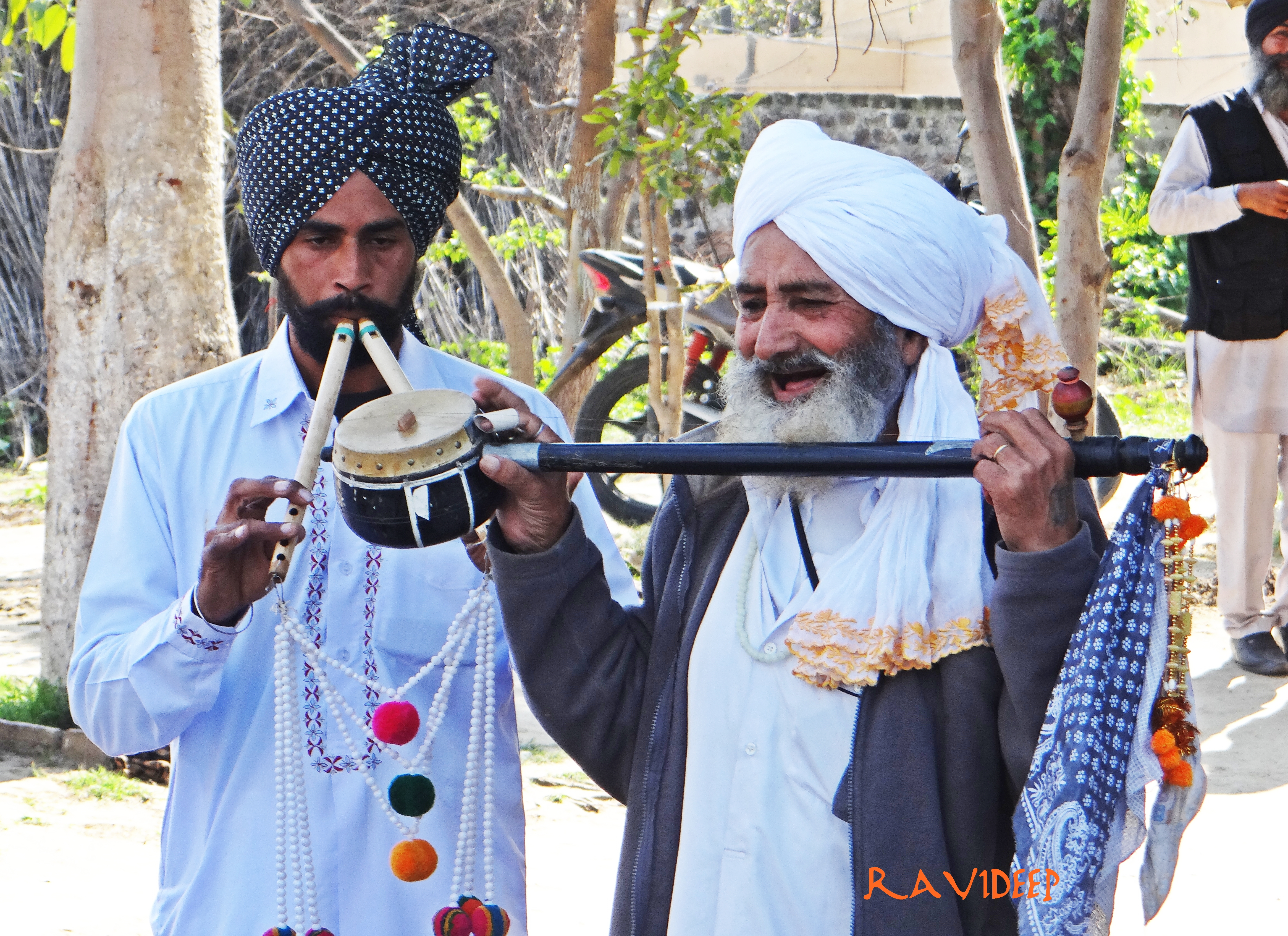
Tumbi und die Bambusdoppelflöte alghoza im Punjab

Die ektara besteht aus einem 100 Zentimeter langen oder längeren Saitenträger aus Holz oder Bambus, der durch eine runde Kalebasse gesteckt wird und am unteren Ende ein kurzes Stück herausragt. Ein Loch an der Oberseite des Resonanzkörpers ist mit einer am Rand verklebten oder genagelten Tierhaut bespannt. Die Saite führt von einem nach oben stehenden Holzwirbel am Ende des Saitenträgers über einen Steg aus Holz oder Knochen, der sich in der Mitte der Membran befindet, bis zu einer Verknotung am unten hervorstehenden Ende.
Im Süden Bihars besitzt die ektara einen etwa 85 Zentimeter langen Bambusstab mit einer Stärke von zwei bis fünf Zentimetern. Der Kürbisresonator hat etwa 15 bis 21 Zentimeter Durchmesser. Die Membran überspannt einen Kreis von elf Zentimetern und wird aus luftgetrockneter Ziegen- oder Echsenhaut hergestellt. Die ein bis zwei Messingsaiten sind zwischen Wirbel und Steg etwa 55 Zentimeter lang. Das obere Ende des Bambusrohrs ist mit Pfauenfedern verziert, die mit um das Rohr gewickelten bunten Papierstreifen oder einer Schnur befestigt sind.
Die ektara wird von Sängern religiöser Lieder (allgemein Bhajans) gespielt. Oft sind es wandernde Bettelmusiker, die zu den hinduistischen Sadhus oder den muslimischen Fakiren gehören. Der Sänger hält das Instrument mit einer Hand am Bambusrohr im Stehen senkrecht vor sich oder schwingt es über die Schulter, während er mit dem Zeigefinger derselben Hand die Saite zupft. Bei Tanzbewegungen stützt er den Korpus mit der anderen Hand, gelegentlich hält er kleine Glöckchen in der freien Hand, mit denen er gegen die Unterseite des Instruments schlägt.
Die Spießlauten sind typische Begleitinstrumente männlicher Sänger; sie kommen auch bei ländlichen Gruppentänzen von Adivasis und beim mardana jhumar („Männer-jhumar“) in Jharkhand zum Einsatz. Bei diesem kriegerischen Tanz zum Ende der Erntezeit schwingen Männer Schwerter über ihren Köpfen. Zur lautstarken Begleitmusik des mardana jhumar können neben der ektara das Doppelrohrblattinstrument shehnai, die Zylindertrommel dhol, die Kesseltrommel nagara, Messingzimbeln  (jhanjh) und kartal (Bambus- oder Holzklappern) gehören.
In der Wüste Thar im Westen von Rajasthan treten beim lebhaften Tanz teratali zwei oder drei Frauen auf, die an mehreren Stellen ihres Körpers mit Bronzezimbeln (manjiras) behängt sind. Sie werden von zwei Männern begleitet, die ektara spielen und singen.